# Eastburn
Eastburn är en by i civil parish Kirkburn, i distriktet East Riding of Yorkshire, i grevskapet East Riding of Yorkshire, i England. Byn är belägen 16 km från Beverley. Eastburn var en civil parish 1866–1935 när blev den en del av Kirkburn. Civil parish hade 27 invånare år 1931. Byn nämndes i Domedagsboken (Domesday Book) år 1086, och kallades då Au(gu)stburne.